# Armstrong Whitworth Whitley
Армстронг Вітворт Вітлі (англ. Armstrong Whitworth Whitley) — британський двомоторний середній бомбардувальник, що перебував на озброєнні Королівських ПС Великої Британії за часів Другої світової війни. Літак був розроблений компанією Armstrong Whitworth у середині 1930-х років. До появи чотиримоторних літаків вважався важким.
Розроблявся за завданням В.3/34 разом з конкурентами Віккерс «Веллінгтон» і Хендлі-Пейдж «Гемпден», конструкторським колективом фірми на чолі з Дж. Ллойдом на основі раніше побудованого транспортно-бомбардувального літака AW.23 і проекту бомбардувальника AW.30. 17 березня 1936 року прототип AW.38 з двигунами «Тайгер» IX (795 к.с.) вийшов на іспити. Літак виявився стійким, простим в управлінні та надійним. Але льотні характеристики були незадовільні: швидкість недотягувала визначених параметрів специфікації В.3/34 (309 км/год замість необхідних 330), недостатньою була й практична стеля польоту.
Проте, в 1937 році був прийнятий на озброєння Королівських Повітряних сил, першим із трійки середніх бомбардувальників, що взяли активну участь у Другій світовій війні.

## Історія створення

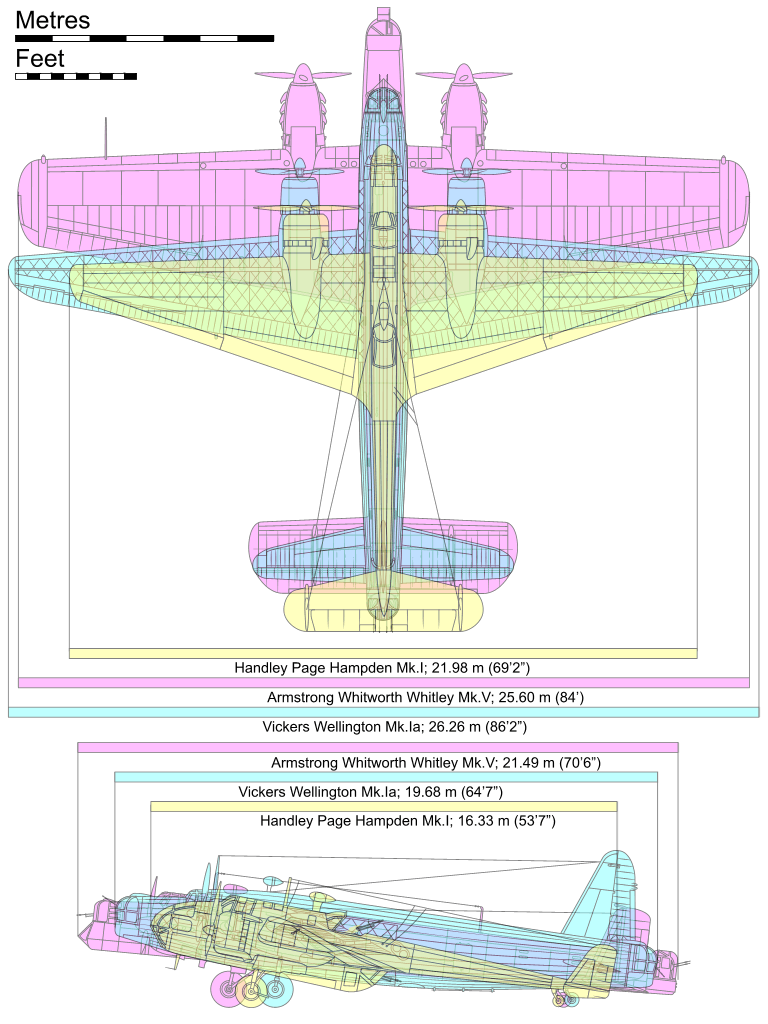
Порівняльна схема трьох основних британських середніх бомбардувальників напередодні Другої світової війни: «Віккерс Веллінгтон» (блакитний колір), «Гендлі-Пейдж Гемпден» (жовтий колір) та «Армстронг Вітворт Вїтлі» (рожевий колір)

### Розробка прототипів

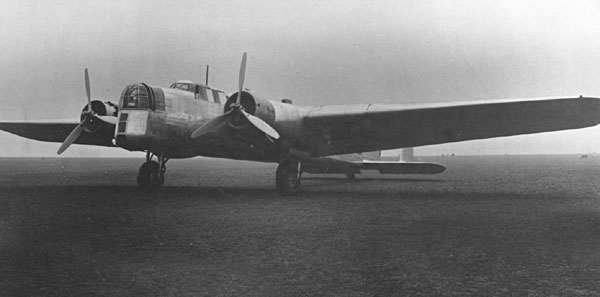
Перший прототип A.W.38. 1936 рік.

23 липня 1934 року міністерство авіації Великої Британії видало літакобудівним компаніям Королівства завдання B.3/34, визначаючи вимоги до перспективного важкого нічного бомбардувальника, що мав прийти на заміну біпланам Вікерс «Вірджінія», сконструйованим ще в 1922 році. Новий бомбардувальник мав також замінити літаки Хендлі-Пейдж «Гейфорд» і Фейрі «Хендон». Але в цей час темпи розвитку авіації були такі, що до моменту надходження на озброєння нові бомбардувальники вже могли застаріти (так воно і вийшло). Тому і був зроблений далекоглядний крок — нове завдання і новий конкурс. При цьому вимоги істотно підвищилися, особливо щодо дальності (до 2010 км) і максимальної швидкості (до 360 км/год). За виконання завдання взялися чотири фірми: «Віккерс», «Фейрі», «Хендлі-Пейдж» і «Армстронг Вітворт».

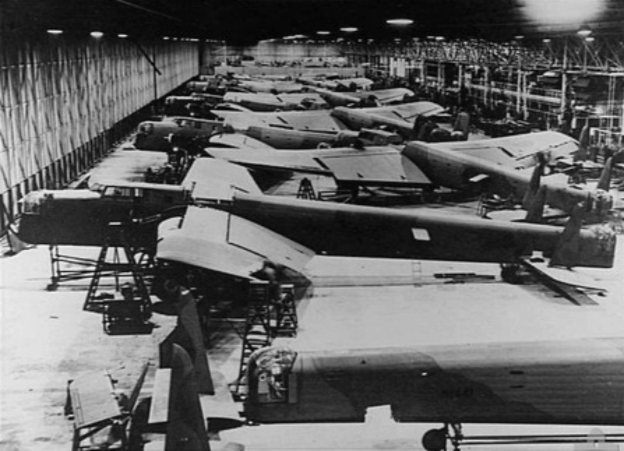
Збирання бомбардувальників «Вітлі» у цехах. 1941

Фірма «Армстронг Вітворт» мала вже завершений проект бомбардувальника A.W.30 і транспортного літака A.W.23, тому володіла явною перевагою над конкурентами. Командування Повітряних сил також розглядало їх у ролі фаворита, вважаючи, що адаптація вже існуючої конструкції під вимоги завдання В.3/34 істотно прискорить впровадження машини до серійного виробництва.
Вже 14 вересня 1934 були замовлені два дослідні зразки ще не існуючого бомбардувальника. Більш того, 23 серпня 1935 року видали замовлення на 80 серійних літаків, які отримали назву «Вітлі» на честь передмістя Ковентрі, де розміщувався завод фірми.
Новий проект, A.W.38, майже повністю успадкував загальне компонування A.W.23 і його характерні зовнішні риси — коротке і широке крило товстого профілю, своєрідне двокілеве оперення, розташування вогневих точок. Габарити літака дещо зменшилися. AW.38 мав вигляд моноплана, крило перенесли з нижнього в середнє положення, щоб зручніше розмістити бомбовідсік. Крило мало досить великий установчий кут, що в поєднанні з прийнятим профілем і значною площею забезпечувало відмінні злітно-посадкові характеристики. Це ж надавало літаку вельми оригінальний вигляд у горизонтальному польоті, він літав як би з опущеним носом.
Двигунами для AW.38 «Армстронг Вітворт» вибрала два мотори Армстронг-Сіддлі «Тайгер» IX — дворядних зіркоподібних, потужністю 795 к. с. Гвинти були трилопатеві, змінного кроку — «Де Хевілленд». Пальне розташовувалося у двох паливних баках у передній крайці крила. У кожному знаходилося по 827 л; третій бак, ємністю 700 л, стояв у фюзеляжі над центропланом. Початково для «Вітлі» планувалося озброєння з одного кулемета «Льюїс» у носовій частині та у хвості на турелі «Армстронг-Вітворт» з педальним приводом.
В основному бомбовому відсіку було чотири бомботримачі, на яких можна було підвісити за однією бомбу вагою 500 фунтів (229 кг). Ще 12 невеликих бомбовідсіків розташовувалося в центроплані (по одній бомбі в 250 фунтів (113 кг) і на консолях крила (по однієї бомбі вагою в 112 фунтів (51 кг) або 120 фунтів (55 кг). Екіпаж літака складався з п'яти осіб: двох льотчиків, стрільця-бомбардира в носі, радиста і хвостового стрільця.
17 березня 1936 року льотчик-випробувач Алан Кемпбелл-Оурд підняв у повітря перший прототип нової машини. 27 червня цей літак (К4586) вперше був представлений публіці на параді Королівських Повітряних сил у Хендоні. Восени почались інтенсивні випробування в випробувальному центрі Мартлешем Хелс. Перші польоти показали, що хоча характеристики «Вітлі» і значно вище, ніж у літака, який він повинен був замінити, але тим не менше абсолютно не задовільні для літака, який мав потрапити на озброєння в кінці 30-х років. Другий прототип виготовлявся згідно оновленої специфікації B.21/35, тому мав дещо потужніші двигуни Армстронг-Сіддлі «Тайгер» XI, і піднявся в повітря 24 лютого 1937 року під керуванням Чарльза Тюрнера Х'юза.

### Серійне виробництво

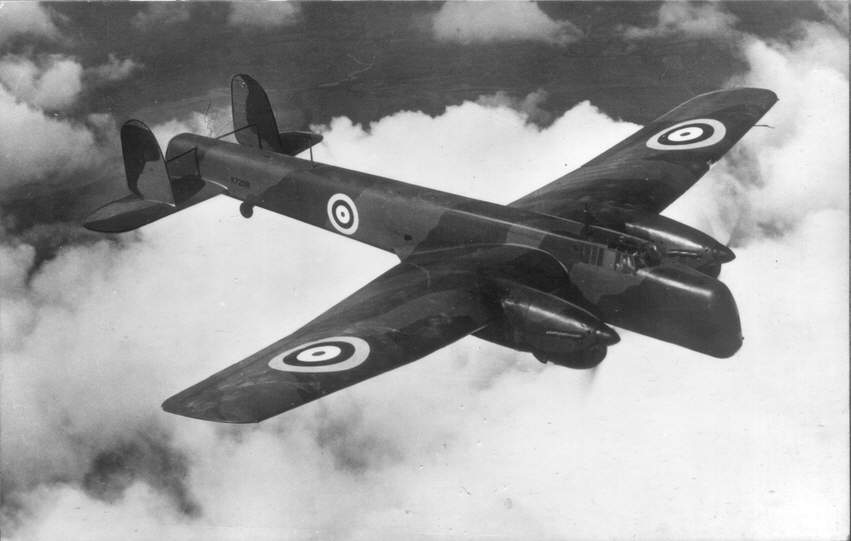
«Вітлі» Mk.I (K7208) з двигунами Роллс-Ройс «Мерлін» в польоті

Перша серійна модифікація «Вітлі» Mk I в цілому повторювала перший прототип, «Вітлі» Mk II оснащувався кращим двигуном «Тайгер» VIII. Саме ці модифікації склали першу замовлену партію з 80 літаків. Наступна модифікація «Вітлі» Mk III мала змінений бомбовий відсік для підвішування важчих бомб, а ручна і носова турель була замінена на керовану турель Nash & Thompson. Також добавилась знімна нижня турель з двома кулеметами Browning М1919.
11 лютого 1938 року в Хакналі почались випробування «Вітлі» Mk I з двигунами Роллс-Ройс «Мерлін» II. І хоча під час другого польоту стався збій в роботі двигунів, випробування були продовжені і в квітні-травні прототип передали воєнним. Літак показав задовільні характеристики і згодом було зроблено замовлення на серійне виробництво. Перший серійний «Вітлі» Mk IV з двигуном Роллс-Ройс «Мерлін» IV був готовий 5 квітня 1939 року. Окрім двигуна, в хвості була встановлена турель Nash & Thompson з чотирма кулеметами, додана скляна панель в носі для кращого огляду бомбардира і два додаткові паливні баки що довело загальний об'єм баків до 3205 літрів.
Наймасовіша модифікація «Вітлі» Mk V оснащувалась двигуном Роллс-Ройс «Мерлін» X, а також рядом покращень. Найбільш помітним була зміна хвостового оперення (переднє ребро кіля було змінене з заокругленого на пряме) і подовження фюзеляжу на 38 см для кращого огляду хвостовому стрільцю. Також передню частину крила було захищено від обмерзання гумовими накладками, і збільшено обсяг баків на ще 600 літрів. За необхідності в бомбовому відсіку можна було встановити ще два баки по 300 літрів.
Також на випадок проблем з постачаннями двигунів «Мерлін» почався дизайн модифікації «Вітлі» Mk VI з двигунами Pratt & Whitney R-1830, проте в металі його не було втілено. Останньою модифікацією став «Вітлі» Mk VII, який в цілому не сильно відрізнявся від Mk V, але мав додаткові паливні баки в бомбовому відсіку і в кінці фюзеляжу, що збільшило об'єм до 5000 літрів а максимальну дальність до 3700 км. Разом з встановленим радаром ASV Mk.II це робило літак доволі ефективним морським розвідником. Деякі «Вітлі» Mk V були модифіковані до цього стандарту пізніше.

## Бойове застосування

### Бомбардувальне командування

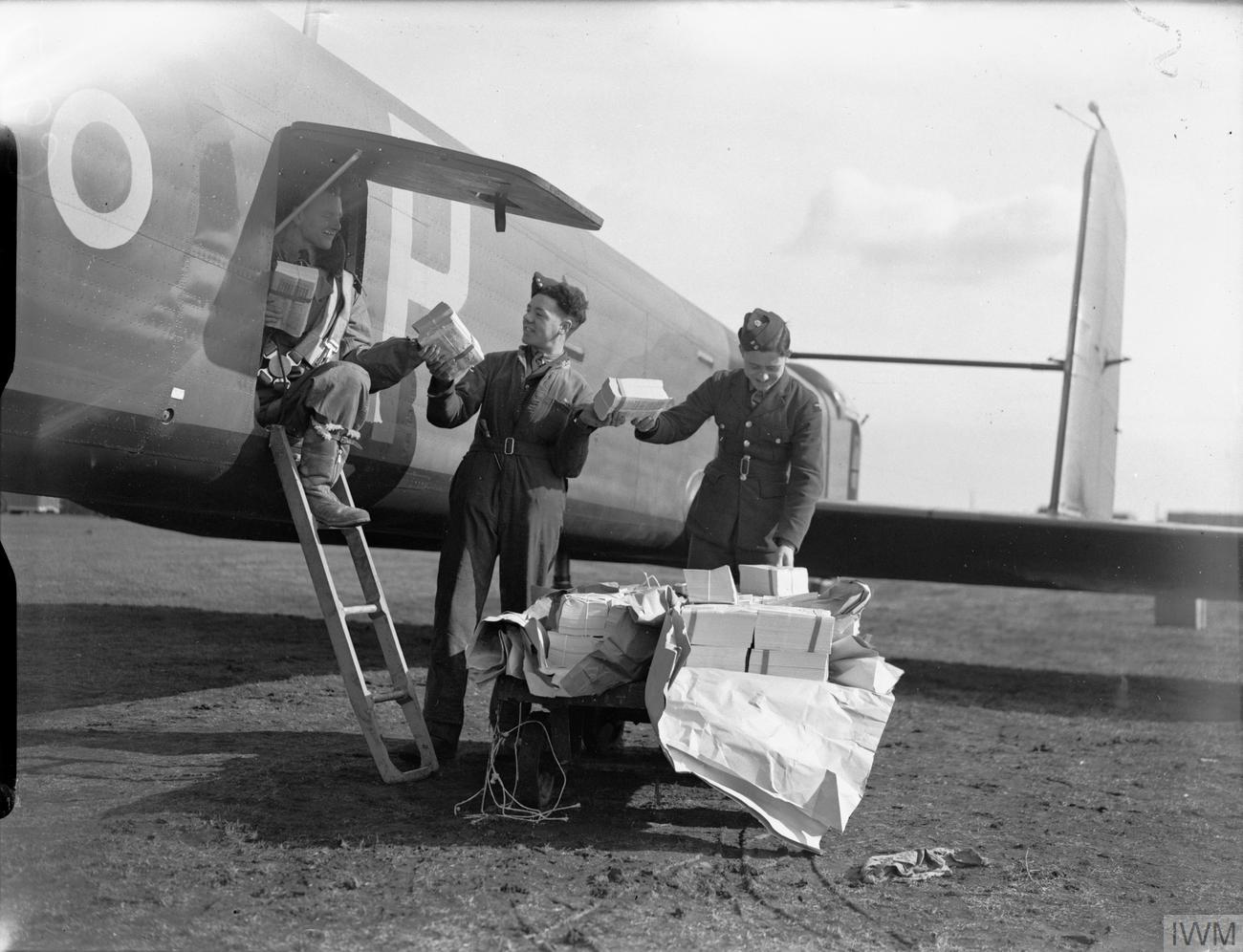
Завантаження пропагандистських листівок в «Вітлі». 1940 рік.

9 березня 1937 року перші «Вітлі» Mk I почали надходити на заміну біпланам Хендлі-Пейдж «Гейфорд» у 10-ту ескадрилью Повітряних сил на базі Дішфорс. У січні 1938 року перші серійні зразки «Вітлі» Mk II прибули до 58-ї ескадрильї, а вже у серпні 1938 року — «Вітлі» Mk III стали на озброєння 51-ї ескадрильї. У травні 1939 року 10-та ескадрилья отримала новітні модифікації Mk IV, а в серпні 78-ма ескадрилья переозброїлася на Mk IVA. На 1 вересня 1939 року британські Повітряні сили мали загалом сім бомбардувальних ескадрилей, більшість з яких мала на озброєнні різні варіанти «Вітлі», переважно Mk VIII або IV. Модифікація Mk V тільки встала на складальну лінію і планувалася до випуску восени 1939 року. Загалом британці мали 196 середніх бомбардувальників «Армстронг Вітворт Вітлі».
В ніч з 3 на 4 вересня 1939 року, відразу після вступу Британії у війну, 4-та авіаційна група, озброєна «Вітлі» вперше вилетіла на бойове завдання в небо над Німеччиною. За перший політ близько 10 літаків з 51-ї та 56-ї ескадрилей скинули над Гамбургом, Бременом та містами Рура 6 млн листівок, загальною вагою майже 13 тонн паперу. Кілька місяців англійські дальні бомбардувальники возили тільки пропагандистську літературу. В ніч з 1 на 2 жовтня три «Вітлі» IV з вантажем листівок вперше з'явилися над Берліном. Втім, ця пропагандистська акція не дала ніякого ефекту.
Лише з грудня під час нічних нальотів «Вітлі» стали атакувати бази німецьких гідролітаків у Боркумі, Зильті і Нордернаї, звідки поплавкові He 115 відправлялися на постановку мін біля узбережжя Англії. Наземні цілі бомбити заборонялося. Першого справжнього удару завдали лише в ніч на 20 березня 1940, коли 30 «Вітлі» і 20 «Хемпденів» напали на базу в Зильті. Один «Вітлі» був збитий, а результати бомбардування виявилися невисокими.
У травні 1940 року розпочалися регулярні операції, вже після вторгнення німців у Бельгію, Нідерланди та Францію. Двом ескадрильям «Вітлі» Бомбардувальне командування визначило завдання здійснювати удари по шосейних дорогах і залізницях на захід від Рейну, щоб утруднити перекидання підкріплень до лінії фронту.
У ніч на 11 травня вісімка «Вітлі» вперше атакувала кілька мостів і залізничних станцій у Німеччині. Наступної ночі вони бомбили залізничний вузол Менхенгладбах, а ще через три дні все обмеження були зняті і почалася повномасштабна повітряна війна.
16 травня «Вітлі» вперше бомбили промислові об'єкти — нафтопереробні заводи на схід від Рейну. Брак досвіду у екіпажів привів до того, що на ціль вийшли тільки 24 літаки з 78. Весь травень і червень нічні бомбардувальники розв'язували дві основні задачі: намагалися перешкодити німцям перекидати війська і техніку до фронту і вивести з ладу німецькі нафтопереробні заводи. Однак обидві поставлені цілі виявилися недосяжними. Однак, через брак літаків, погану підготовку екіпажів, що не мали достатньо досвіду, результати були мізерними. За одну ніч на завдання відправлялося не більше 50 бомбардувальників.
Відразу після вступу Італії у війну 4-та авіагрупа отримала наказ завдати удару по Генуї і Турину. Увечері 11 червня 36 «Вітлі» дозаправилися на одному з Нормандських островів у Ла-Манші і попрямували на південь. Їм належало перетнути всю Францію і Швейцарію, перевалити через Альпи і подолавши італійську ППО, завдати удару по цілях. Лише 13 машин відбомбилися по визначених об'єктах, а й це було на ті часи великим досягненням.
У серпні 1940 року активність Бомбардувального командування дещо підвищилася, його авіаційні формування систематично бомбардували авіазаводи, портові споруди, верфі, при цьому, в основному дотримувалися тактики ударів дрібними групами по окремих об'єктах. У ніч на 26 серпня перші англійські бомби впали на Берлін: з 81 бомбардувальника, залученого для цього нальоту, 14 було «Вітлі». Пізніше літаки цього типу на межі дальності атакували також цілі в Австрії, Чехословаччині та Польщі. У ніч на 24 вересня наліт на Берлін повторили вже більшими силами: 119 «Вітлі», «Хемпденів» і «Веллінгтонів» стартувало зі своїх баз на Британських островах. Через складні погодні умови тільки 84 досягли цілі, та й вони відбомбилися дуже неточно. Частина бомб не вибухнула, в тому числі одна фугасна бомба, що впала в сад рейхсканцелярії. Потім послідували нові нальоти на Берлін, Ессен, Мюнхен і Кельн. Концентрація сил весь час зростала: 7 грудня 1940 року — Мангейм, 134 літаки, 10 лютого 1941 року — Ганновер, 221 літак, квітень 1941 року — Кіль, два нальоти поспіль — 288 і 159 літаків.
Багато відомих льотчиків Бомбардувального командування отримали бойове хрещення на «Вітлі». Одним з них був Л.Чешір, що прославився під час нальоту на Кельн 13 листопада 1940 року: на наполовину розбитому бомбардувальнику з пораненим екіпажем він прорвався до визначеної цілі і вразив її. Згодом Л.Чешір удостоївся багатьох вищих орденів Великої Британії, зокрема Хреста Вікторії.
На відміну від «Хемпденів» і «Веллінгтонів», що концептуально були денним бомбардувальниками, «Вітлі» розроблявся, як нічний, і тому зазнав набагато менше втрат під час бойових вильотів у денний час. Загалом «Вітлі» у складі Бомбардувального командування здійснили 8 996 літако-вильотів, скинувши 9 845 тонн бомб; 269 бомбардувальників було втрачено у бою.
Вже на початок війни він був застарілим і хоча понад 1 000 одиниць було вироблено, доки не підійшов час замінити його на більш сучасні та ефективні літаки його класу. У ніч з 29 на 30 квітня 1942 року «Вітлі» 58-ї ескадрильї здійснили останній бойовий виліт у ролі бомбардувальників на бельгійський порт Остенде. Наприкінці 1942 року їх зняли з озброєння бомбардувальних ескадрилей та переключили на інші завдання.

### Берегове командування
У вересні 1939 року «Вітлі» вперше спробували застосувати для боротьби з німецькими субмаринами, коли 58-му ескадрилью залучили до супроводу конвоїв через Ла-Манш. Вже в лютому 1940 вона була відкликана назад, але в 1942 році на короткий період знову залучалась до патрулювання західних підходів. Схожими стали історії 51-ї і 77-ї ескадрилей, які не деякий час залучались до патрулювання біскайської затоки.
Згодом 502-а ескадрилья в Олдергроуві першою в Береговому командуванні отримала «Вітлі» восени 1940, а у березні 1941 року до неї приєдналась базована в Рейк'явіку 612-та. 3 вересня 1941 року один з «Вітлі» 77-ї бомбардувальної ескадрильї, тимчасово залученої до патрулювання, атакував і потопив в Біскайській затоці поблизу мису Ортегаль човен U-705. А 30 листопада в цьому ж районі здобув перемогу «Вітлі» Mk VII з 502-ї ескадрильї: на дно пішла U-206. Загалом бомбардувальники «Вітлі» потопили власноруч або у взаємодії з іншими засобами п'ять німецьких підводних човнів: U-751, U-705, U-261, U-564 і U-256.

### Інше використання

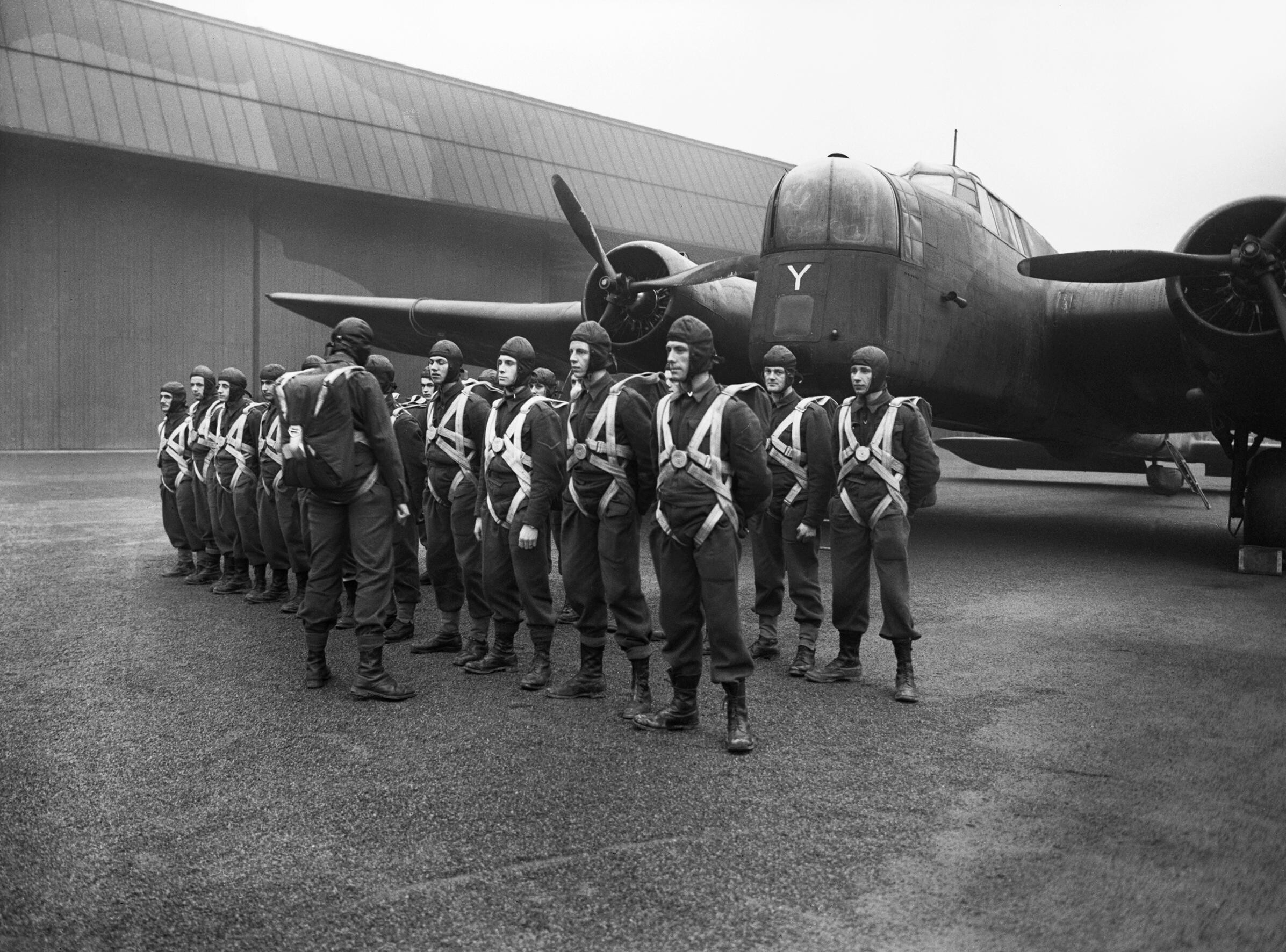
Парашутний десант перед фронтом бомбардувальника «Вітлі» перед десантуванням в тил противника. Манчестер. 1942

«Вітлі» також використовувались в 1-й навчальній парашутній школі в Манчестері, а також пристосовані для виконання ролі буксирів планерів. В основному їх використовували в ролі транспортних літаків для перекидання вантажів і військ, а також для десантування груп парашутистів і агентів, що діяли в тилу нацистів. Одною з найзнаменитіших операцій став рейд на Брюневаль, операція штабу об'єднаних операцій під кодовою назвою «Байтінг».
Також в травні 1942 року 15 «Вітлі» Mk.V були передані BOAC, де вони були перероблені в вантажні з додатковими паливними баками. Здебільшого ці літаки використовувались для скидання припасів захисникам Мальти вилітаючи з бази на Гібралтарі.

## Модифікації
«Вітлі» випускався в шести основних модифікаціях:
- Mk.I. — перша серійна модифікація, оснащена двигунами «Тайгер» IX потужністю 795 к.с. Максимальне бомбове навантаження 1514 кг. (34 екз.)
- Mk.II. — використовувалися двигуни з нагнітачами «Тайгер» VIII потужністю 920 к.с. (46 екз.)
- Mk.III. — доопрацьовано бомбовий відсік, що дозволило збільшити максимальне навантаження до 1816 кг. (80 екз.)
- Mk.IV. — двигуни замінені на Роллс-Ройс «Мерлін» IV потужністю 1030 к.с. Бомбове навантаження зросло до 3178 кг. (33 екз.)
  - Mk.IVa. — використовувався двигун «Мерлін» X потужністю 1145 к.с. (7 екз.)
- Mk.V. — наймасовіша модифікація з двигунами Роллс-Ройс «Мерлін» X. Було подовжено фюзеляж, посилено захисне озброєння. (1466 екз.)
- Mk.VI. — проєкт з двигуном Pratt & Whitney R-1830, залишився тільки на папері.
- GR Mk.VII. — варіант для Берегового командування оснащена радаром ASV Mk.II і збільшеним запасом палива. (146 екз.)

## Тактико-технічні характеристики

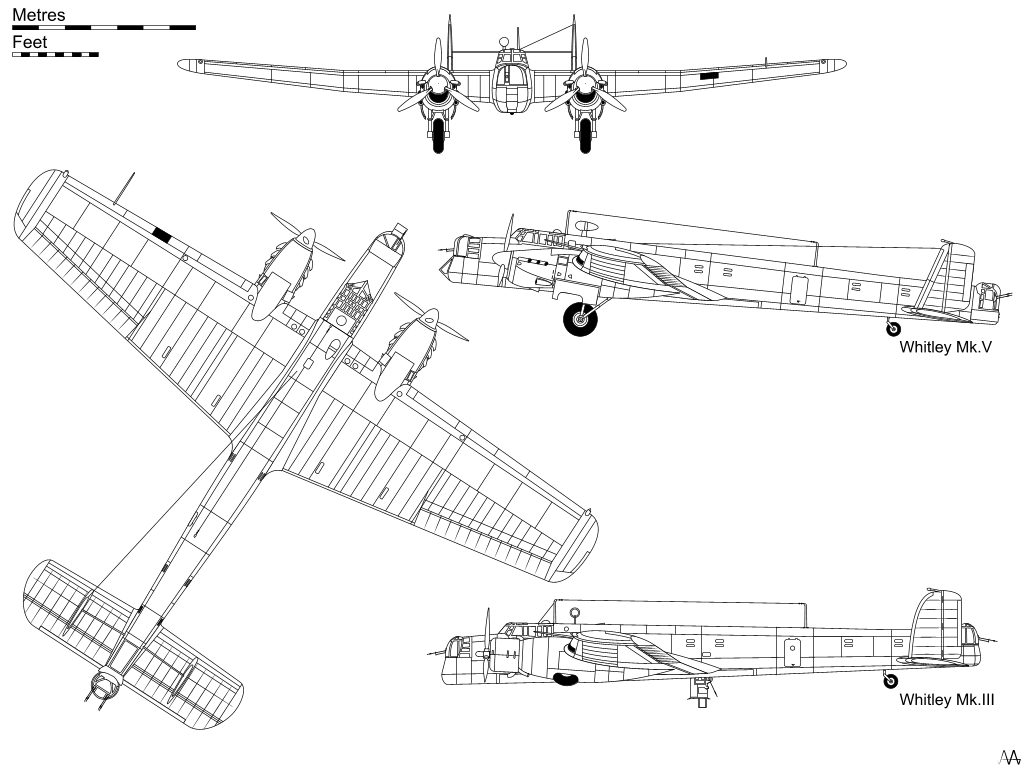
Схематичне зображення середнього бомбардувальника «Вітворт Вітлі»

Дані з Ударная авиация Второй Мировой — штурмовики, бомбардировщики, торпедоносцы

### Технічні характеристики
|                         | Mk.I                            | Mk.V                     |
| ----------------------- | ------------------------------- | ------------------------ |
| Екіпаж                  | 5 осіб                          | 5 осіб                   |
| Довжина                 | 21,1 м                          | 21,75 м                  |
| Висота                  | 4,5 м                           | 4,57 м                   |
| Розмах крил             | 25,6 м                          | 25,2 м                   |
| Площа крил              | 102,42 м²                       | 105,72 м²                |
| Маса пустого            | 6423 кг                         | 8707 кг                  |
| Маса спорядженого       | 9747 кг                         | 12 690 кг                |
| Максимальна злітна маса | 10 575 кг                       | 15 075 кг                |
| Двигуни                 | 2 × Armstrong Siddeley Tiger IX | 2 × Rolls-Royce Merlin X |
| Потужність              | 2 × 795 к. с.                   | 2 × 1145 к.с.            |
| Максимальна швидкість   | 309 км/год                      | 364 км/год               |
| Крейсерська швидкість   | -                               | 338 км/год               |
| Швидкість підйому       | 5,5 м/с                         | 8 м/с                    |
| Операційна дальність    | 2010 км                         | 2400 км                  |
| Практична стеля         | 5855 м                          | 7200 м                   |

### Озброєння (Mk.V)
Захисне

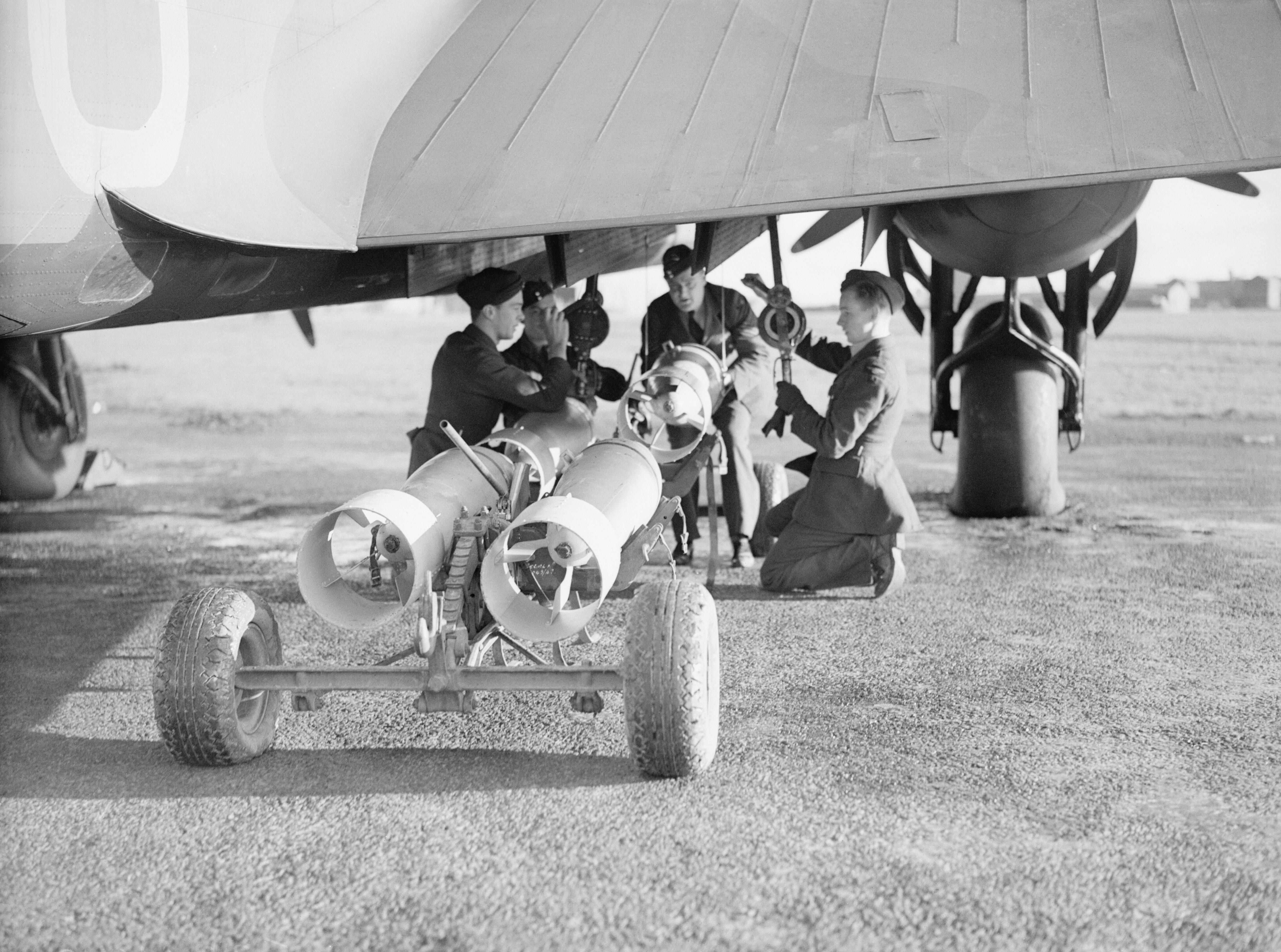
Завантаження 250 фунтових бомб в «Вітні» Mk.V 502-ї ескадрильї. Листопад 1940 року.

- 4 × 7,7-мм кулемети Browning М1919 в хвостовій турелі
- 1 × 7,7-мм кулемет Browning М1919 в носовій турелі

Бомбове
- 3175 кг бомб